# سدل (آرکانزاس)
سدل (به انگلیسی: Saddle) یک منطقهٔ مسکونی در ایالات متحده آمریکا است که در شهرستان فولتن، آرکانزاس واقع شده‌است. سدل ۱۴۸٫۱۳ متر بالاتر از سطح دریا واقع شده‌است.